# Everyeye.it
Everyeye.it è un portale e giornale on-line nato come approfondimento riguardante il mondo dei videogiochi. Al 2021 è il sito web di riferimento, e il più visitato in Italia, per il segmento dell'intrattenimento con oltre 12 milioni di utenti unici mensili.

## Storia
Il sito venne creato nella notte tra il 23 e il 24 maggio del 2000 da Simone De Marzo e Domenico Panebianco, con hosting su Xoom, e chiamato "dreameye.xoom.com"; il forum di discussione venne invece ospitato da ezboard. Il portale nasceva con l'obiettivo di diventare «il primo sito italiano dedicato esclusivamente al Dreamcast!», sebbene i suoi fondatori facessero parte inizialmente del consistente fandom di PlayStation in Italia.
Durante la prima settimana di vita "Dreameye" dovette risolvere problemi legati alla risoluzione delle pagine web – troppo elevata per i modem analogici dell'epoca in Italia – e nei primi tre mesi i server trovarono difficoltà nel gestire il traffico generato dal sito. Nel giro di sei mesi il numero di utenti sul sito aumentò ulteriormente e all'inizio del 2001 "Dreameye" abilitò la gestione delle notizie più recenti in automatico, velocizzando e facilitando il lavoro ai responsabili della redazione.
Il 16 febbraio 2001 venne acquistato e attivato il dominio con il quale il sito è noto oggi ed allo stesso tempo Everyeye.it cominciò la sua espansione, dapprima con l'inglobamento di un sito dedicato all'hardware per personal computer (diramazione Pceye.it) per poi aggiungere ulteriormente Cubeye.it, Gbaeye.it – dedicati alle console Nintendo GameCube e Game Boy Advance – e a maggio di quello stesso anno Xeye.it, dedicato alla prima console Microsoft, Xbox. La compagnia statunitense mostrò particolare interesse nei confronti del sito, che per prima spedì inviti per eventi legati alla stampa di settore e una console con funzioni di debugging alla redazione.
Al Futurshow 2001 della Fiera di Bologna la redazione del sito si riunì per la prima volta e lì ideò il passo successivo che Everyeye.it avrebbe intrapreso: il 27 ottobre 2001 una intera sezione del sito venne dedicata (analogamente a quanto accaduto nei mesi precedenti) alla PlayStation 2 di Sony. Le basi di questa decisione posarono sul fatto che Dreamcast era una console ormai defunta da marzo di quello stesso anno, mentre la console Sony continuava la sua ascesa dirompente; in questo senso la decisione venne attuata come un adattamento e una necessità di continuare la propria attività sul web, sebbene non mancarono critiche e boicottaggi nei confronti del sito da parte del fandom SEGA.
A novembre 2001 Everyeye.it inaugurò animeye.it, dedicato a fumetti ma soprattutto ad anime e manga. Seguirono poi movieye.it nel 2005 e serialeye.it nel 2009. Questa così larga cerchia di categorie, riunite sotto il network del sito, avrebbe generato l'idea alla base del cambiamento di nome da "Everyeye Network" a "Everyeye.it": l'unione di tutti i siti web del network – in inglese "every", in italiano "tutti" – in un unico portale, nel momento in cui tutte le sue diramazioni vennero riunite sotto un solo agglomerato.
Negli anni a seguire Everyeye.it è stato ammesso tra le pubblicazioni accettate dal sito aggregatore di recensioni Metacritic e i suoi voti pesano nelle medie, insieme con quelli di altri italiani e stranieri, su scala mondiale. Nel 2018, il sito ha raggiunto il traguardo dei 3,7 milioni di utenti unici al mese, con una età media dell'utenza compresa tra i 18 e i 36 anni. Nel marzo 2020, Everyeye.it ha sostanzialmente più che raddoppiato il suo bacino di utenti unici, superando i 9,2 milioni.

## Il network
Al 2019 il network di Everyeye è composto da 6 siti web monotematici su domini di terzo livello riguardanti i videogiochi, gli anime, le serie TV, la tecnologia, il cinema e le auto, oltre che da un forum di discussione:
- Everyeye è il dominio di secondo livello del portale Everyeye.it. Propone contenuti riguardanti i videogiochi e si contraddistingue dai portali tematici del network per fatto che nella home page sono presenti anche riferimenti ad articoli o news presenti negli altri siti del network.
- Everyeye Anime è la sezione legata al mondo degli anime, dei fumetti e dei cartoni animati. Oltre alle notizie sono presenti articoli di approfondimento e vengono seguiti eventi speciali come il Lucca Comics, a cui partecipano con un proprio padiglione.[9]
- Everyeye Tech è la sezione riguardante la tecnologia. Propone articoli riguardanti smartphone, computer, software ma anche scoperte in campo scientifico e astronomico. Everyeye Tech segue e partecipa anche a eventi nazionali e internazionali legati al mondo della tecnologia come il Consumer Electronics Show.
- Everyeye Cinema è la sezione dedicata al mondo del cinema.
- Everyeye Serie TV segue il mondo degli spettacoli televisivi e delle serie tv, anche riguardanti i servizi on demand come Netflix.
- Everyeye Auto è infine la sezione del network che contiene notizie e approfondimenti legati al mondo delle automobili.
- Everyeye Lifestyle è la sezione per parlare di cultura e tecnologia, di mostre e di musica, passando per viaggi, arte, libri, crypto e curiosità dal mondo.

## Redazione
Fondatori e amministratori di Everyeye.it sono Domenico Panebianco e Simone De Marzo. Da giugno 2022 i responsabili delle redazioni sono:
- Simone De Marzo - sezione "Editoriale, supervisore Gaming e Magazine"
- Giuseppe Arace - sezione "Gaming"
- Alessio Ferraiuolo - sezione "Tech & Cinema"
- Gabriele Laurino - sezione " Serie Tv, Anime, Manga & Fumetti"
- Aurelio Vindigni Ricca - sezione "Automotive"